# リポビタンDツアー
リポビタンDツアーは、リポビタンDを販売している大正製薬がスポンサーとなるラグビー日本代表の海外遠征ツアー。2013年から始まる。私企業によるラグビー海外遠征の支援は日本初。

## 概要
2001年から、元日本代表監督の宿澤広朗からのオファーにより「日本代表オフィシャルスポンサー」として大正製薬が協賛。2002年から海外の代表チームなどを招いて日本代表が対戦する「リポビタンDチャレンジ」の大会冠スポンサーとなっていた。

## 結果
|                       | 対戦日   | 都市                              | 会場                                   | 勝者                                    | スコア | 敗者         | レポート                    |
| --------------------- | -------- | --------------------------------- | -------------------------------------- | --------------------------------------- | ------ | ------------ | --------------------------- |
| リポビタンDツアー2013 | 11月9日  | スコットランド エディンバラ       | マレーフィールド・スタジアム           | スコットランド                          | 42-17  | 日本         | [ 5 ] [ 6 ]                 |
| リポビタンDツアー2013 | 11月12日 | イングランド グロスター           | キングスホルム・スタジアム             | グロスター                              | 40-5   | JAPAN XV     | [ 7 ] [ 8 ]                 |
| リポビタンDツアー2013 | 11月15日 | ウェールズ コルウィンベイ(英語版) | Parc Eirias                            | 日本                                    | 40-13  | ロシア       | [ 9 ]                       |
| リポビタンDツアー2013 | 11月23日 | スペイン マドリード               | Madrid Ciudad Universitaria Stadium    | 日本                                    | 40-7   | スペイン     | [ 10 ]                      |
| リポビタンDツアー2014 | 11月15日 | ルーマニア ブカレスト             | ナショナルスタジアム                   | 日本                                    | 18-13  | ルーマニア   | [ 11 ]                      |
| リポビタンDツアー2014 | 11月23日 | ジョージア トビリシ               | Mikheil Meskhi Stadium                 | ジョージア                              | 35-24  | 日本         | [ 12 ]                      |
| リポビタンDツアー2016 | 11月12日 | ジョージア トビリシ               | Mikheil Meskhi Stadium                 | 日本                                    | 28-22  | ジョージア   | [ 13 ]                      |
| リポビタンDツアー2016 | 11月19日 | ウェールズ カーディフ             | プリンシパリティ・スタジアム           | ウェールズ                              | 33-30  | 日本         | [ 14 ]                      |
| リポビタンDツアー2016 | 11月26日 | フランス ヴァンヌ                 | Stade de la Rabine                     | フィジー                                | 38-25  | 日本         | [ 15 ]                      |
| リポビタンDツアー2017 | 11月18日 | フランス トゥールーズ             | Stade Ernest-Wallon                    | 日本                                    | 39-6   | トンガ       | [ 16 ]                      |
| リポビタンDツアー2017 | 11月25日 | フランス ナンテール               | Uアレナ                                | 日本                                    | 23-23  | フランス     | [ 17 ]                      |
| リポビタンDツアー2018 | 11月17日 | イングランド ロンドン             | トゥイッケナム・スタジアム             | イングランド                            | 35-15  | 日本         | [ 18 ]                      |
| リポビタンDツアー2018 | 11月24日 | イングランド グロスター           | キングスホルム・スタジアム             | 日本                                    | 32-27  | ロシア       | [ 19 ]                      |
| リポビタンDツアー2021 | 6月26日  | スコットランド エディンバラ       | マレーフィールド・スタジアム           | ブリティッシュ&アイリッシュ・ライオンズ | 28-10  | 日本         | [ 20 ]                      |
| リポビタンDツアー2021 | 7月3日   | アイルランド ダブリン             | アビバ・スタジアム                     | アイルランド                            | 39-31  | 日本         | [ 21 ]                      |
| リポビタンDツアー2021 | 11月6日  | アイルランド ダブリン             | アビバ・スタジアム                     | アイルランド                            | 60-5   | 日本         | [ 22 ]                      |
| リポビタンDツアー2021 | 11月13日 | ポルトガル コインブラ             | エスタディオ・シダーデ・デ・コインブラ | 日本                                    | 38-25  | ポルトガル   | [ 23 ]                      |
| リポビタンDツアー2021 | 11月20日 | スコットランド エディンバラ       | マレーフィールド・スタジアム           | スコットランド                          | 29-20  | 日本         | [ 24 ]                      |
| リポビタンDツアー2022 | 11月12日 | イングランド ロンドン             | トゥイッケナム・スタジアム             | イングランド                            | 52-13  | 日本         | [ 25 ]                      |
| リポビタンDツアー2022 | 11月20日 | フランス トゥールーズ             | スタジアム・ド・トゥールーズ           | フランス                                | 35-17  | 日本         | [ 26 ]                      |
| リポビタンDツアー2023 | 8月26日  | イタリア トレヴィーゾ             | Stadio Comunale di Monigo              | イタリア                                | 42-21  | 日本         | [ 27 ]                      |
| リポビタンDツアー2024 | 11月9日  | フランス パリ（サン＝ドニ）       | スタッド・ド・フランス                 | フランス                                | 52-12  | 日本         | [ 28 ] [ 29 ] [ 30 ] [ 31 ] |
| リポビタンDツアー2024 | 11月16日 | フランス シャンベリー             | シャンベリー・サヴォワ・スタジアム     | 日本                                    | 36-20  | ウルグアイ   | [ 32 ] [ 33 ] [ 34 ] [ 35 ] |
| リポビタンDツアー2024 | 11月24日 | ロンドン イングランド             | トゥイッケナム・スタジアム             | イングランド                            | 59-14  | 日本         | [ 36 ] [ 37 ] [ 38 ] [ 39 ] |
| リポビタンDツアー2025 | 11月8日  | アイルランド ダブリン             | アビバ・スタジアム                     | 日本                                    |        | アイルランド |                             |
| リポビタンDツアー2025 | 11月15日 | ウェールズ カーディフ             | プリンシパリティ・スタジアム           | 日本                                    |        | ウェールズ   |                             |
| リポビタンDツアー2025 | 11月22日 | ジョージア                        |                                        | 日本                                    |        | ジョージア   |                             |